# Paul Rudolf von Bilguer

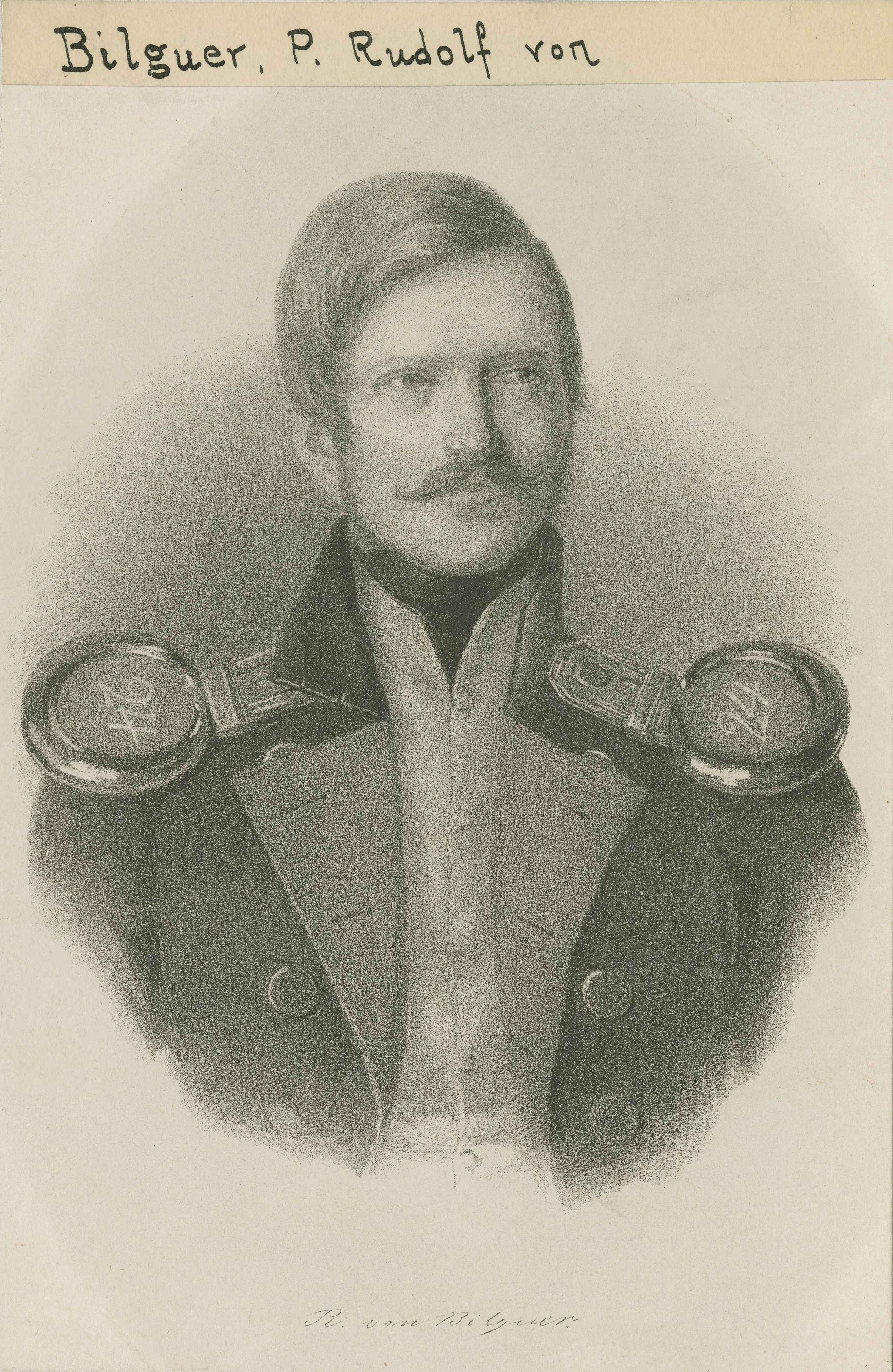
Paul Rudolf von Bilguer. Das Portrait ziert alle Ausgaben des von ihm begonnenen Handbuches des Schachspiels ab der 5. Auflage von 1874.

Paul Rudolf von Bilguer, auch Paul Rudolph von Bilguer (* 25. September 1815 in Ludwigslust; † 16. September 1840 in Berlin), war ein deutscher Schachspieler. Bekannt wurde er insbesondere als geistiger Vater und Namensgeber des Handbuchs des Schachspiels, eines Standardwerks der Schachtheorie, das auch „der Bilguer“ genannt wird.

## Herkunft
Sein Vater war der mecklenburgische Oberst und Stadtkommandant von Güstrow, Karl Ludwig (Louis) von Bilguer (1777–1858). Der Taufeintrag 1812 von August v. Bilguer nennt dessen Vater „Hauptmann Karl Ludwig von Bilguer“. Dieselbe Namensform des Vaters „Herr Obrist Carl Ludwig von Bilguer“ wurde auch 1850 in Güstrow bei der Trauung des August von Bilguer beurkundet. 1840 nennt ihn ein Heiratseintrag einer anderen Tochter als „Obristlieutenant August Ludwig Carl von Bilguer“ in Schwerin. Seine Mutter war Luise, geb. von Hahn († 1838), eine Tochter des Landwirts und Gutsbesitzers Otto (Conrad) von Hahn auf Dammerow und Charlottenthal. Paul Rudolf war der jüngere zweier Brüder von fünf Geschwistern, darunter der spätere General der Infanterie (Alwin Albert) August (Carl) von Bilguer (* 21. Mai 1812 in Rostock; † 27. Juli 1894 in Schwerin).

## Leben
Seine Ausbildung erhielt er ab 1829 am großherzoglichen Pageninstitut in Schwerin, wo er sich vor allem in Mathematik auszeichnete. Auf Drängen der Eltern trat er 1833 als Offizieranwärter beim preußischen 24. Infanterieregiment in Neu-Ruppin ein, das vom Großherzog von Mecklenburg-Schwerin befehligt wurde. Ab Herbst 1837 besuchte er im Range eines Leutnants die Kriegsschule in Berlin. Im gleichen Jahr erkrankte er an Tuberkulose und musste im April 1839 den Dienst quittieren.
Für die militärische Laufbahn war Bilguer ohnehin wenig geeignet; seine Hauptinteressen betrafen Schach und Literatur. Wegen seiner kurzen Dienstzeit erhielt er keine Pension. Im Sommer 1840 erblindete er fast gänzlich und erlag nach kurzer Zeit dem erwähnten Lungenleiden.
Bilguer hatte nach den Worten von Tassilo von Heydebrand und der Lasa „lebhaft blaue Augen, röthliches Haar und starken Bart“. Festgehalten wurde sein Aussehen durch eine Lithographie (nach einem zuvor gefertigten Originalbild), die in späteren Auflagen des nach ihm benannten Handbuchs abgedruckt wurde.

## Berliner Schachmeister
Paul Rudolf von Bilguer gehörte der Berliner Schachgesellschaft an und schloss sich der Gruppe von Berliner Meistern an, die später nach dem Siebengestirn als „Plejaden“ bezeichnet wurden. Deren Oberhaupt war der ältere Meister Ludwig Bledow (siehe Berliner Schule).
Bilguer stand im Ruf, ein ausgezeichneter Spieler zu sein, was auch die von ihm erhaltenen Schachpartien bestätigen. Aufsehen erregte insbesondere seine Fähigkeit zum Blindspiel. Besondere Erwähnung fand eine Simultanvorstellung vom 19. März 1840. Dabei spielte Bilguer insgesamt drei Partien. Beide Blindpartien wurden von ihm gewonnen, dagegen verlor er die Brettpartie. Diese damals bestaunte Leistung wurde zwei Jahrzehnte später von Paul Morphy und Louis Paulsen deutlich übertroffen.

## Beitrag zur Schachtheorie
Obwohl er als sehr begabter Meister galt, liegt Bilguers Bedeutung für die Geschichte des Spiels auf dem Gebiet der Schachtheorie. Im Jahr 1839 veröffentlichte er eine wegweisende Eröffnungsmonographie unter dem Titel Das Zweispringerspiel im Nachzuge. Die Eröffnung wurde seither vor allem in Deutschland auch als Preußische Verteidigung bezeichnet. Es setzte sich aber der von Bilguer stammende Name „Zweispringerspiel“ durch. In dem Buch waren die Eröffnungsvarianten tabellarisch aufgeführt und mit sorgfältigen Anmerkungen versehen.
Schließlich entwarf Bilguer, aufbauend auf dem Schema seiner Zweispringerspiel-Abhandlung, den Plan für das Handbuch des Schachspiels. Das neuartige, in der Konzeption revolutionäre Schachbuch erschien drei Jahre nach seinem Tod unter der Redaktion seines Freundes Tassilo von Heydebrand und der Lasa. Bilguer wurde als Autor bezeichnet, und diese postume Ehrung wurde in den späteren, gründlich überarbeiteten Auflagen bis ins 20. Jahrhundert weitergeführt.

## Werke
- Zur Theorie des Schachspiels. Das Zweispringerspiel im Nachzuge. Verlag von Veit und Comp., Berlin 1839 (Digitalisat).
- Handbuch des Schachspiels. Fortgesetzt und herausgegeben von Tassilo von Heydebrand und der Lasa. Verlag von Veit und Comp., Berlin 1843 (Digitalisat).